# Trevor Wye
Trevor Wye (Woking, Surrey, 6 de junio de 1935) es un flautista y pedagogo inglés, autor de numerosos libros sobre flauta travesera y piccolo. 

## Biografía
Trevor Wye estudió flauta con Geoffrey Gilbert y Marcel Moyse. En sus años de formación, tuvo influencias de numerosos intérpretes y cantantes, especialmente de Alfred Deller y William Bennett. Fue profesor de la Ghildhall School of Music de Londres y, durante veintiún años, de la Royal Northern College of Music en Mánchester. Como intérprete, ha colaborado de forma independiente en orquestas y grupos de cámara de Londres. Además, es el autor de los Libros de Teoría y Práctica de la Flauta, los cuales han sido publicados en once idiomas. 
Imparte un posgrado en el Flute Studio en Kent y viaja por el mundo dando conciertos y clases magistrales. También participa como jurado en concursos internacionales de flauta y fue el fundador y director de la Escuela Internacional de verano desde 1969 hasta 1988. Actualmente, trabaja en una enciclopedia sobre flauta llamada The Flute Ark.

## Publicaciones

### Flauta
- Beginners Practice Book for the Flute  Vol 1 y 2.
- Beginners Practice Book. Casete de la parte de piano, con solos.  Vol 1 y 2.
- 1980, Teoría y práctica de la flauta:
  - Vol. 1. Sonido.
  - Vol. 2. Técnica.
  - Vol. 3. Articulación.
  - Vol. 4. Afinación.
  - Vol. 5. Respiración y escalas.
  - Vol. 6. Estudios de perfeccionamiento.
- Practise Books 1-5, Edición ómnibus.
- The Orchestral Practice Book 1 y 2 (con Patricia Morris).
- 1999, Complete Daily Exercises for the flute.

### Flauta alto
- The Alto Flute Practice Book (con Patricia Morris). Pasajes orquestales.

### Piccolo
- Teoría y práctica del piccolo (con Patricia Morris).

### Varios
- La flauta como es debido.
- Marcel Moyse, un hombre extraordinario.
- 2009, Efficent Practise.

## Discografía
- DVD: Carnival Variations.
- A Flute Recital, Trevor Wye and Clifford Benson, piano: Música para flauta d’amour y piano y música latinoamericana para flauta y piano.
- La Flute D'amour , Trevor Wye, flute; Clifford Benson, piano: Música para flauta d'amour y piano.

## Premios y menciones de honor
- 1990, Miembro honorario del Royal Northern College of Music.
- 2011, Premio Lifetime Achievement Award. National Flute Association, EE. UU..